# (2633) Bishop
(2633) Bishop (1981 WR1) – planetoida z grupy pasa głównego asteroid okrążająca Słońce w ciągu 3,32 lat w średniej odległości 2,23 j.a. Odkryta 24 listopada 1981 roku.